# إيروسباسيال ألويت 2
إيروسباسيال ألويت الثانية (بالفرنسية:Aérospatiale  Alouette II) هي مروحية خفيفة صنعت في الأصل من قبل سود للطيران ولاحقا ايروسباسيال بفرنسا، أنتجت في 1956 . وهي أول إنتاج يستخدم محرك غاز توربيني بدلا من المحرك الكبسي التقليدي الأثقل وزنا. تستخدم بشكل أساسي من قبل القوات الجوية التونسية. كان أول طيران لها في 12 مارس 1955. دخلت الخدمة في 2 مايو 1957، ومازالت في الخدمة حتى الآن. صنع منها 1,300 طائرة.

## المستخدمون
- القوات الجوية التونسية
- الجيش الباكستاني
- القوات الجوية الملكية الكمبودية

## مواصفات (Alouette II)
البيانات من Jane's All The World's Aircraft 1966–67
الخصائص العامة
- الطاقم: One
- السعة: Four passengers
- الطول: 9.66 m (31 ft 9 in)
- قطر الدوار: 10.20 m (33 ft 6 in)
- الارتفاع: 2.75 m (9 ft 0 in)
- مساحة القرص : 81.7 m² (881.4 ft²)
- الوزن فارغة: 895 kg (1,973 lb)
- وزن الإقلاع الأقصى: 1,600 kg (3,527 lb)
- محرك الطائرة: One × Turbomeca Artouste IIC6 محرك عمود دوران توربيني, 395 kW (530 hp) derated to 269 kW (460 hp)

 الواحد
الأداء
- السرعة القصوى: 185 km/h (100 knots, 115 mph) at sea level
- سرعة العبور: 170 km/h (92 knots, 106 mph)
- مدى (طائرة): 565 km (305 nmi, 350 mi)
- قدرة التحمل: 4.1 hours
- سقف الخدمة: 2,300 m (7,545 ft)
- معدل الصعود: 4.2 m/s (820 ft/min)